# Чёрная моль (повесть)
«Чёрная моль» — повесть Аркадия Адамова в жанре детектива, вторая книга из цикла произведений об оперативнике МУРа Сергее Коршунове. Была написана в 1957—1958 годах и впервые опубликована в журнале «Юность». В 1960 году в Киргизском государственно учебно-педагогическом издательстве (Фрунзе, Киргизия, СССР) издана вместе с первой повестью цикла Дело «пёстрых».

## Сюжет
С момента завершения Дела «пёстрых» прошло около четырёх лет. Капитан милиции Сергей Коршунов возглавляет одно из подразделений МУРа, заочно учится на юридическом факультете. Женат на подруге своей юности Елене, ставшей успешной театральной актрисой. На службе Сергея окружают как уже известные персонажи: полковник Зотов, Саша Лобанов, так и новые коллеги: капитан ОБХСС Геннадий Ярцев, лейтенант уголовного розыска Михаил Козин.
Мошенники расхищают имущество на меховой фабрике. Возглавляет её главный инженер Плышевский. Ему полностью подчинён безвольный и. о. директора Свекловишников. Старший караула охраны фабрики Перепёлкин — «ловец пиастров» по собственному определению, за небольшую плату сам с удовольствием идёт на любую подлость. Заведующая цехом кроя Жерехова, недавно овдовевшая, запугана шантажом. Используя разницу систем учёта шкурок (поштучно — на складе, в квадратных единицах — на производстве), она создаёт пересортицу и значительные излишки. Она же подбирает молодых раскройщиц, которые готовы по разным причинам кроить «левый» товар.
Бдительные комсомольцы — работники фабрики быстро понимают, что на производстве происходит что-то криминальное. Они обращаются в уголовный розыск. Старые рабочие также задают неудобные вопросы нечестным руководителям. Чувствуя повышенное внимание со всех сторон, Плышевский со своим советчиком и адвокатом Оскарчиком, переходят в наступление. Исчезает кладовщик склада меховых изделий. Тут же проведённая ревизия выявляет большую недостачу товара. Главный инженер сам обращается в МУР. Вскоре за городом в перелеске находят тело кладовщика. По отпечаткам протекторов шин и обрывочному оттиску номерного знака в сугробе сыщики достаточно быстро находят убийцу. Тот не называет заказчиков. Доказать его прямую связь с хищениями на заводе не удаётся.
Для контроля за ходом следствия Плышевский ищет слабые звенья среди сотрудников милиции. Он знакомит лейтенанта Козина со своей красавицей дочерью. Играя на эмоциях влюбившегося Михаила, его излишней заносчивости и болтливости, главный инженер регулярно получает почти полную информацию о ходе следствия. Плышевский пытается повлиять и на старшего группы уголовного розыска. Главарь мошенников через цепочку общих знакомых, зная о некоторых трудностях взаимопонимания молодой семьи Коршуновых, руками жены вручает Сергею дорогую и дефицитную пыжиковую шапку. Ничего не подозревающая Елена делает мужу такой подарок. Немедленно в МУР уходит анонимное письмо о факте взятки. Но товарищи безоговорочно верят Коршунову, полковник Зотов деликатно объясняет Лене сложность и ответственность работы её мужа.
Под влиянием окружающих честных граждан один за другим мошенники идут на сотрудничество со следствием. Их показания и собранная обширная доказательная база делает возможным одновременный арест буквально всех членов преступной группы. В течение одной ночи обезврежены Плышевский, Свекловишников, Оскарчик и ещё с десяток расхитителей. Огромные средства возвращены Советскому государству. Во время операции Сергей Коршунов серьёзно, но не смертельно ранен.

## Критика и отзывы
Арсений Замостьянов, в еженедельнике «Литературная Россия»: "В повести «Чёрная моль», которая опять, в первую голову, вышла на широких страницах «Юности», снова действует Сергей Коршунов, снова подаёт пример профессионализма полковник Зотов (впрочем, в "Деле «пёстрых» он был ещё майором). Коршунов даже попадает в двусмысленную ситуацию, когда преступники обманом, через жену, одаривают его меховой шапкой. Бандиты готовы шантажировать милиционера, а другого, менеё стойкого товарища, вообще превращают в своего соглядатая. Он слишком болтлив, этот лейтенант Миша Козин — тип «плохого милиционера»: «На работу в милицию Козин пошёл охотно ещё и потому, что ему очень уж нравилась роль „представителя власти“, приятно было ощущать на поясе пистолет, распоряжаться, допрашивать и в какой-то мере даже влиять на судьбы людей. Был он инициативен и общителен, при случае любил выпить, пошиковать красивыми вещами, чуть прихвастнуть и порисоваться». И уголовники воспользовались слабостями милиционера — всё-таки рука преступного мира в СССР была не слишком короткой! В «Чёрной моли» читатель окунался в мир комсомольских патрулей, подпольного мехового ателье «Элегант», выстрелов и погонь."